# (10770) Belo Horizonte
(10770) Belo Horizonte (1990 VU5) – planetoida z grupy pasa głównego asteroid okrążająca Słońce w ciągu 5,38 lat w średniej odległości 3,07 j.a. Odkryta 15 listopada 1990 roku.